# 接殺 (棒球)
接杀（英語：Fly out）是棒球运动中，防守球员使对方出局的方式。
棒球运动中，如打者打出的球在落地前被防守方在空中截接，无论此时球在界内还是界外，都稱為打者被接殺。被接杀的打者立刻出局，其它在垒上的进攻球员如有离垒必须退回原垒位，但無論是界內飛球還是界外飛球，接杀后经触原垒位得視戰況進壘，如成功回到本壘得分则可使该球成为高飞牺牲打，打者不計打數。
但也有少數不一定真的接殺，紀錄上仍記為接殺的案例,即內野高飛必死球。
1.無人或一人出局，一、二壘有跑者或滿壘，打者擊出內野高飛球時，如果裁判主觀認定守備球員可以掌握住球將球接殺，則應宣告為內野高飛球，無論守備球員是否確實接住球，打者均應被宣告出局。此規則用意是在保護攻擊方，避免防守方故意漏接策動雙殺。
2.無人或一人出局，一壘有跑者(無論其他壘位是否有跑者)，打者擊出平飛球而守備球員未確實接住球時，如果裁判認定守備球員是企圖策動雙殺而故意漏接，則應宣告打者出局，跑者停在原壘位。